# Užitna golobica
Užitna golobica (znanstveno ime Russula vesca) je gliva je gliva iz rodu golobic (Russula).
Vrsto je prvi opisal švedski mikolog Elias Magnus Fries. Znanstveno ime izvira iz latinske besede vescus, dob. »požrešen«.

## Značilnosti
Užitna golobica je srednje velika vrsta golobic, ki ima klobuk mesnato rdečkastih do rjavkastih odtenkov. V mladosti je klobuk polkrožen, kasneje pa se izravna in postane na osredju vdrt in na robovih nažlebljen. Kožica, ki se na obrobju zlahka olupi je gladka, klobuk pa ima premer od 6 do 11 cm.
Na spodnji strani je belkasta trosovnica, sestavljena iz razmeroma gostih lističev, ki pri starih primerkih pogosto porjavijo. Tu in tam so lističi, ki so pripeti na bet in ga poraščajo, viličasto razcepljeni.
Bet gobe doseže v višino od 2 do 8 cm in ima premer 1-2 cm. Je poln, bel in gladek ali rahlo naguban, v dnišču pa se nekoliko zoži. Na poškodovanih mestih sprva porumeni, nato pa porjavi.
Meso je bele barve ter tu in tam porjavi, je milega in prijetnega okusa in neizrazitega vonja.
Kemične reakcije na mesu klobuka:
- železov sulfat: rožnata - oranžna
- gvajak: modra - zelena[4]

## Razširjenost in življenjski prostor
Užitna golobica je dokaj pogosta goba, ki raste v skupinah ali posamično pod listavci in iglavci. Pojavlja se od zgodnjega poletja do pozne jeseni.

## Mikroskopske značilnosti
Trosni prah je bel. Trosi so skoraj okrogli, bradavičasti in merijo 6–8,5 x 5–6,5 μm.

## Podobne vrste
- varljiva golobica (Russula adulterina) je bolj mesnato rjave barve in je hudo pekoča
- lešnikova golobica (Russula mustelina) raste v višjih predelih pod smrekami in ima rjav klobuk,  meso pa prav tako porjavi kot pri užitni golobici
- usnjasta golobica (Russula integra) ima usnjato rjavo površino in je milega okusa

## Uporabnost
Užitna golobica je odlična in vsestranska goba, primerna za vse gobje jedi.

## Galerija slik
- ilustracija
- klobuk, lističi in bet
- trosi